# NK ZET
NK ZET – chorwacki klub piłkarski. Siedziba klubu mieści się w stołecznym mieście Zagrzeb. Został założony w 1927 roku.